# 高梨乳業
高梨乳業株式会社（たかなしにゅうぎょう、通称表記：タカナシ乳業）は、高梨芳郎が創業した日本の乳業会社の一つであり、神奈川県横浜市旭区に本社を置く総合乳業メーカー。

## 概要
現在の日本国内の乳業界においては、明治・森永乳業・雪印メグミルク、江崎グリコの大手4社に追随する、５番手に位置している。サントリーと関係が深く、サントリー系列のハーゲンダッツジャパン向けアイスなどの製造を受託している。また、近年ではタカナシブランドの直営店舗の出店も当社グループにより行われている（後節参照）。
横浜に地場を持つ会社であるが、工場は横浜の他、同県中井町、群馬県高崎市（ハーゲンダッツアイス、タカナシブランドアイス製造等）、千葉県富津市、北海道浜中町、岩手県葛巻町、岡山県倉敷市（旧・雪印乳業工場）と、全国に展開している。中でも浜中町で製造される牛乳・商品は国際的にも高品質である為、地元でも販売されている（コープはまなか：浜中農協運営）。
神奈川・横浜の食品業界では最大手であり、現会長の髙梨昌芳は横浜商工会議所の会頭も務めていた（2006年10月退任）。横浜赤レンガ倉庫の運営会社への出資や、横浜F・マリノスのオフィシャルスポンサー（2007年8月現在）など、横浜との関わりが強い。
本社工場の一画にバラ園を設け、守衛所で受付すれば一般の人でも見学できる。また、クリスマスシーズンはイルミネーションも行われていたこともある。

## 沿革
- 1946年（昭和21年） - 高梨畜産合資会社設立。
- 1954年（昭和29年） - 高梨乳業株式会社に商号変更。
- 1959年（昭和34年） - 横浜工場操業開始（横須賀市より移転）。
- 1962年（昭和37年） - 群馬工場操業開始。
- 1971年（昭和46年） - 千葉工場操業開始。「プチヨーグルト」発売。
- 1976年（昭和51年） - 日本で初めて「ローファットミルク」を発売。
- 1982年（昭和57年） - 北海道工場（旧：雪印乳業茶内工場）操業開始。
- 1984年（昭和59年） - 米企業との合弁により、スーパープレミアムアイスクリーム「ハーゲンダッツ」を製造。「ミルクプリン」発売。
- 1987年（昭和62年） - 群馬アイスクリーム第2工場操業開始。「馬車道あいす」発売。
- 1991年（平成03年） - 岩手工場操業開始。「低温殺菌牛乳」発売。
- 1995年（平成07年） - 「オーガニックジュース」を発売。
- 1996年（平成08年） - 特定保健用食品のドリンクヨーグルト「おなかへGG!」発売。
- 1997年（平成09年） - 北関東工場操業開始。
- 2000年（平成12年） - 共和酪農業協同組合が解散し再発足した足柄乳業に資本参加。
- 2001年（平成13年） - ISO 14001登録開始。
- 2003年（平成15年） - 岡山工場（雪印乳業から買収）操業開始。
- 2004年（平成16年） - 岡山工場ESLライン稼動開始。
- 2006年（平成18年） - ハーゲンダッツ群馬第3工場操業開始。
- 2007年（平成19年） - 神奈川工場操業開始（足柄乳業と同一所在地）。
- 2008年（平成20年） - 「北海道マスカルポーネ」発売。
- 2009年（平成21年） - 天王町オフィス開設。
- 2010年（平成22年） - 千葉工場閉鎖。横浜工場改築ならびにクリーム設備増強。
- 2011年（平成23年） - 企画センター 天王町へ移転。仏イズニー社と提携し「フロマージュブラン・ドゥ・ノルマンディー」を発売。
- 2014年（平成26年） - 北海道工場チーズ生産設備増強。
- 2016年（平成28年） - 機能性表示食品「タカナシヨーグルト　脂肪ゼロプラス　ヨーグルト　100g」発売。

## 主な商品

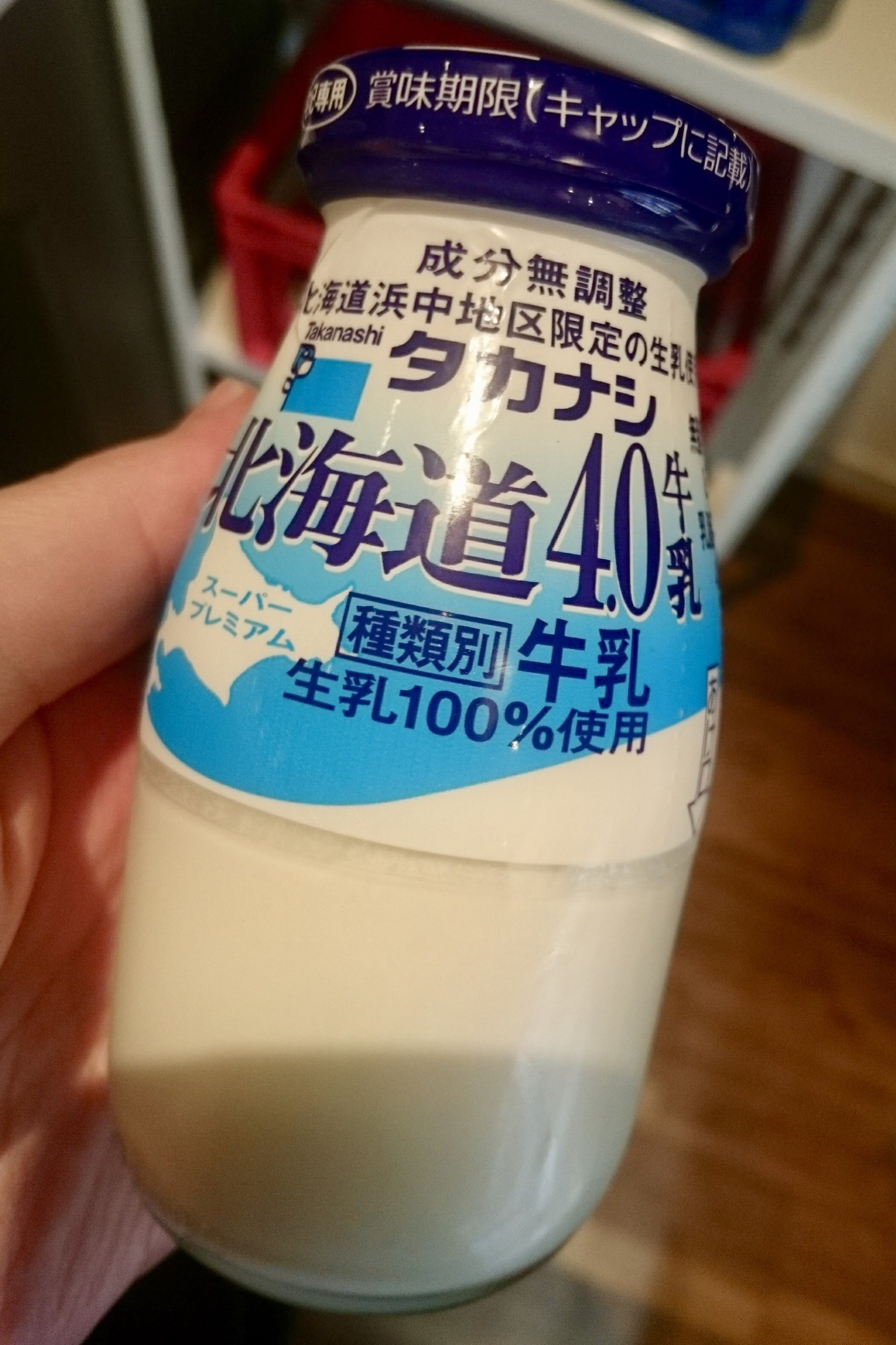
北海道4.0牛乳

### 牛乳
- 低温殺菌牛乳
- 低温殺菌低脂肪牛乳
- 大地牧場しぼり牛乳（オーガニック）
- 北海道3.7牛乳 酪農王国[注 1]
- 北海道4.0牛乳[注 1]
- 北海道低脂肪牛乳[注 1]
- 美味牛乳

### 乳飲料
- チルド飲料：スターバックスブランドのチルドカップコーヒー「ディスカバリーズ」の受託製造。
- バナナ・ラテ
- カフェ・ラテ
- 果肉とミルク maria

### ヨーグルト
- プチヨーグルト
- おなかへGG!（特定保健用食品）
- サポートヨーグルト（特定保健用食品）
- 北海道プレーンヨーグルト

### アイスクリーム
- 横濱馬車道あいす
- ハーゲンダッツ（国内製造分は全量を受託）

### デザート
- klim Duo 白いプリン
- klim Duo ショコラ
- klim Duo ストロベリー
- klim Duo マンゴーオレンジ
- klim カスタードプリン
- klim かぼちゃプリン

ほか

### 生クリーム
- 北海道純生クリーム47（乳脂肪分47%）
- 北海道純生クリーム42（乳脂肪分42%）
- 北海道純生クリーム35（乳脂肪分35%）

ほか

### 有機商品
- 大地しぼり牛乳
- 有機にんじん&オレンジジュース（125ml、200ml）
- 有機オレンジジュース（125ml、200ml）
- 有機アップルジュース（125ml、200ml）

### 業務用商品
- 濃縮ミルク2.5
- フレッシュクリーム47
- 特選北海道フレッシュクリーム
- ガトークレール
- 北海道バター
- 北海道モッツァレラ
- クレームエペス

ほか

## 店舗展開
タカナシブランドの直営店舗として、当社グループの高梨販売が以下の店舗を展開している。
- タカナシミルクパーラー - そごう横浜店内に2017年4月、ソフトクリームや低温殺菌牛乳の直売所をオープン。
- TAKANASHI Milk RESTAURANT（タカナシミルクレストラン） - みなとみらい東急スクエア内に2017年10月、直営レストランをオープン。

## 関連会社
- 高梨販売株式会社（通称表記：タカナシ販売）
- タカナシデーリィ株式会社
- 株式会社グローバルウォーク
- 足柄乳業株式会社
- タカナシフード株式会社
- タカナシミルクオセアニア